# (24610) 1978 RA10
(24610) 1978 RA10 est un astéroïde de la ceinture principale d'astéroïdes découvert en 1978.

## Description
(24610) 1978 RA10 a été découvert le 2 septembre 1978 à l'observatoire de La Silla, au Chili, par Claes-Ingvar Lagerkvist.

### Caractéristiques orbitales
L'orbite de cet astéroïde est caractérisée par un demi-grand axe de 2,30 UA, un périhélie de 1,81 UA, une excentricité de 0,21 et une inclinaison de 1,55° par rapport à l'écliptique. Du fait de ces caractéristiques, à savoir un demi-grand axe compris entre 2 et 3,2 UA et un périhélie supérieur à 1,666 UA, il est classé, selon la JPL Small-Body Database, comme objet de la ceinture principale d'astéroïdes.

### Caractéristiques physiques
(24610) 1978 RA10 a une magnitude absolue (H) de 15,3 et un albédo estimé à 0,253.